# Pjotr Andrejevics Vjazemszkij
Pjotr Andrejevics Vjazemszkij herceg (oroszul: князь Пётр Андре́евич Вя́земский; Moszkva, 1792. július 12./23. – Baden-Baden, 1878. november 22.) orosz nemes, költő és irodalmi kritikus; az Államtanács és a Szentpétervári Tudományos Akadémia tagja.

## Élete
Pjotr Andrejevics herceg egy ősi orosz hercegi családba született Andrej Ivanovics Vjazemszkij herceg (1750–1807) és Eugenia Kean, az ortodox keresztségben Jevdokija Ivanovna ír származású hölgy rangon aluli házasságából. Mivel szüleinek rajta kívül csak egy leánya született, „ifjabb” Jekatyerina Andrejevna, így Pjotr Andrejevics volt a hatalmas birtok egyetlen örököse. A moszkvai irodalmi körökbe akkor került be, mikor mostohatestvére, a balkézről született „idősebb” Jekatyerina Andrejevna Kolivanova nőül ment Nyikolaj Mihajlovics Karamzin nyelvészhez, íróhoz és történészhez. A napóleoni háborúk alatt csatlakozott a hadsereghez, és részt vett a borogyinói csatában. Politikai karrierjét Varsóban kezdte meg, mikor 1819-ben lefordította I. Sándor orosz cár a Szejmben elhangzott megnyitó beszédét; majd segédkezett Nyikolaj Nyikolajevics Novoszilcev grófnak lengyelországi politikája kidolgozásában.
1811-ben Pjotr Vjazemszkij házasságra lépett Vera Fjodorovna Gagarina hercegnővel (1790–1886), egy gazdag arisztokrata leánnyal. Miután moszkvai otthonuk megsemmisült a napóleoni hadjárat során, Osztafjevo lett a család fő otthona. Pjotr Andrejevicsnek és Vera Fjodorovnának több gyermeke is született, azonban csak négy érte meg a felnőttkort:
- Marija Petrovna (1813–1849), feleségül ment Pjotr Alekszandrovics Valujev grófhoz
- Praszkovja Petrovna (1817–1835)
- Pjotr Petrovics (1820–1888), nőül vette Marija Arkagyjevna Sztolipina grófnőt
- Nagyezsda Petrovna (1822–1840).

Pjotr Andrejevics három leánya közül csak a legidősebb, az elsőszülött Marija Petrovna alapított saját családot. A két kisebb leány, Praszkovja és Nagyezsda Petrovna életük végéig a szülői házban maradtak és gyermektelenül hunytak el.
Pjotr Vjazemszkij társadalmi életet élt, osztafjevói otthonában megfordultak a kor híres orosz írói, költői és kritikusai. A herceg legkedvesebb barátja maga Alekszandr Szergejevics Puskin volt, aki sokat időzött a Vjazemszkij-birtokon. Az 1830-as évekre Pjotr Andrejevics öregnek és „kiégettnek” érezte magát; elítélően vélekedett a nemtörődöm orosz nemességről és azokról a fiatalokról, akik irodalmi körökben forgolódtak. Ezzel párhuzamban erősen liberális eszméit veszélyesnek ítélték meg a cári udvarban; a decemberi lázadások óta vasszigorral kormányzó I. Miklós orosz cár leváltotta pozícióiból és unalmas vidéki életre kényszerítette a herceget. Csak legidősebb leánya, Marija Petrovna házasságkötésével javult helyzete, veje ugyanis igen nagy hatalommal bírt az udvarban. A herceg ekkor visszatért önkéntes száműzetéséből a fővárosba. Az 1850-es években közoktatásügyi államtitkárként dolgozott, jelentős szerepet játszva a cenzúra bevezetésében. Rohamosan hanyatló egészsége szükségessé tette, hogy elköltözzék a hideg Oroszországból: 1863-ban a németországi Baden-Baden városát választotta új lakhelyeként; itt érte a halál 1878. november 22-én.

## Irodalmi munkássága
Vjazemszkij főként prózai műveket írt, elsősorban a romantika jegyében. Szoros barátság fűzte kora legtöbb orosz irodalmi alakjához, közöttük is elsősorban Puskinhoz és Karamzinhoz. Fiatalként néhány barátjával és ismerősével moszkvai folyóiratokban jelentek meg irodalmi kritikái.
Költészetére leginkább a francia klasszicizmus volt hatással, noha az 1820-as évektől kezdve műveiben egyre inkább a romantika vette át a főszerepet. Egyaránt költött szatirikus versikéket, epigrammákat és fabulákat is; melyekben az epikureus filozófia hatása fedezhető fel. Első nyomtatásban megjelent műve a Poszlanyijе Zsukovszkomu v gyerevnu (Послание Жуковскому в деревню) vers volt; bár 1808-ban már kritikáit is kiadták.
Liberális nézetei és Puskin hatása arra ösztökélték, hogy a szabadságról és az elnyomás kérdéséről is írjon költeményeket. Ezek közül a legismertebb az 1818-ban keletkezett Petyerburg (Петербург) és az 1820-as Negodovanyije (Негодование). Az e témában írt művei jól visszatükrözik az 1825 decemberében kirobbant dekabrista felkelés alatt a Konsztantyin Pavlovics nagyherceghez hű nemesség érzéseit és gondolatait; a lázadás leverése után ez is közrejátszott abban, hogy Pjotr Andrejevics herceget mellőzték az udvarban. Unalommal telt vidéki évei alatt művein is eluralkodott a melankólia és a depresszió. Puskin halála után ihletettsége csökkent, egyre kevesebb műve született. A korosodó Pjotr Vjazemszkij mindinkább a múlt felé fordult; Sztaroj zapisznoj knyizske (Старой записной книжке) című leghíresebb alkotásában a 19. század elejében élt híres emberekkel kapcsolatban gyűjtött össze számos anekdotát és személyes élményt.